# أيإيتشي كاتاياما
أيإيتشي كاتاياما (باليابانية: 片山 瑛一) (مواليد 30 نوفمبر 1991)، هو لاعب كرة قدم ياباني سابق كان يلعب كمهاجم.

## وصلات خارجية
- أيإيتشي كاتاياما على موقع رابطة كرة القدم اليابانية للمحترفين (اليابانية)
- أيإيتشي كاتاياما على موقع قاعدة بيانات كرة القدم.إي يو (الإنجليزية)
- أيإيتشي كاتاياما على موقع Soccerway.com (الإنجليزية)
- أيإيتشي كاتاياما على موقع عالم كرة القدم.نت (الإنجليزية)